# Список потерь советских вертолётов в Афганской войне
Согласно общепринятым данным, в ходе Афганской войны 1979—1989 гг. советская авиация потеряла 332 или 333 вертолёта. Эти цифры относятся к ВВС 40-й Армии и не включают потери авиации пограничных войск и Среднеазиатского военного округа, а также вертолётов советского производства из состава авиации сухопутных войск ВС ДРА и других национальных министерств и ведомств (которые в иностранной прессе так же отнесены к «советским»). Если учесть, что авиация пограничных войск потеряла 62 вертолёта, то общие потери советских вертолётов достигают 400 единиц.
Данный список составлен по материалам открытых источников и не является полным. В нём перечислены 300 потерь (в том числе 156 военно-транспортных Ми-8, 30 военно-транспортных Ми-6, 113 ударных Ми-24, 1 транспортный Ми-10). Таким образом, его полнота составляет предположительно до 75 %. Ряд описанных в источниках потерь не включён в него, поскольку в этих случаях нельзя определить, была ли потеря безвозвратной. Для сравнения: всего по 40-й Армии потеряно 174 Ми-8, 28 Ми-6, 127 Ми-24, 4 Ми-9/Ми-10, информации о потерях вертолётов пограничных войск по типам нет.

## Статистика
В таблице приведено общее число потерь вертолётов по годам. Данные А. Ляховского по 40-й Армии (332 вертолёта) сопоставлены с потерями, перечисленными в данном списке (299 вертолётов). За 1985, 1988 и 1989 годы в списке перечислено больше потерь, чем подтверждается данными Ляховского; возможно, это объясняется тем, что учитывались потери пограничной авиации, не входящие в число потерь 40-й Армии. По остальным годам из-за неполноты информации в списке меньше потерь, чем было по данным Ляховского.
|           | 1979 | 1980 | 1981 | 1982 | 1983 | 1984 | 1985 | 1986 | 1987 | 1988 | 1989 | ИТОГО |     |
| --------- | ---- | ---- | ---- | ---- | ---- | ---- | ---- | ---- | ---- | ---- | ---- | ----- | --- |
| Ляховский | 3    | 39   | 22   | 33   | 28   | 49   | 49   | 44   | 49   | 14   | 3    | 332   | 332 |
| Список    | 0    | 35   | 17   | 28   | 18   | 34   | 56   | 41   | 48   | 19   | 4    | 300   | 300 |

## 1980
- 9 января — Ми-8Т подбит огнём ДШК, совершил вынужденную посадку в районе Ишкашим и потерян. Экипаж спасен.[5]
- 13 февраля — Ми-24В сбит пулеметным огнём в районе Джелалабада. Погибли оба члена экипажа и находившийся на борту военный советник.[5]
- 16 февраля — Ми-6А разбился в районе Саланг из-за недостаточной тяги двигателей. 4 члена экипажа погибли, 3 выжили.[5]
- 23 февраля — Ми-8Т сбит при высадке десанта в ущелье Дарай-Сабз, погиб 1 десантник.[5]
- 24 марта — Ми-8Т разбился в районе Асадабада из-за ошибки пилота. Погибли 3 афганца и 1 советский военнослужащий.[5]
- 30 марта — Ми-8Т подбит огнём ДШК в районе Файзабада и взорвался после посадки, экипаж выжил.[5]
- 8 апреля — два Ми-24Д подбиты огнём стрелкового оружия, совершили вынужденную посадку в районе Санглич и сожжены экипажем.[5]
- 9 апреля — Ми-8Т разбился на взлете в Кандагаре. Погибли 8 советских и 1 афганский военнослужащие.[5]
- 11 апреля — Ми-6 сбит в районе Шинданда, 5 членов экипажа погибли.[5]
- 23 апреля — Ми-24 разбился в районе Гардеза при атаке цели. Экипаж выжил, машина сожжена.[5]
- 24 апреля — Ми-24Д сбит огнём ДШК в районе Газни. 2 члена экипажа погибли, 1 выжил.[5]
- 7 мая — Ми-24Д подбит огнём ДШК и совершил вынужденную посадку в районе перевала Унай, после чего взорвался. Экипаж выжил.[5]
- 29 мая — Ми-8Т подбит огнём стрелкового оружия, разбился и взорвался в районе Асадабад. Экипаж выжил.[5]
- 12 июня — Ми-8Т сбит ДШК в районе Газни, 3 члена экипажа погибли.[5]
- 15 июня — Ми-6 подбит огнём ДШК в районе Зарандж и сгорел после посадки. Экипаж выжил.[5]
- 1 июля — Ми-24 подбит в районе Бамиана, совершил вынужденную посадку и потерян. Экипаж выжил.[5]
- 5 июля — Ми-24В сбит в районе Баграма, 3 члена экипажа погибли.[5]
- 20 июля — Ми-10ПП разбился при выполнении вынужденной посадки в районе Пули-Хумри после отказа одного двигателя. Экипаж погиб.[5]
- 20 июля — Ми-8 сбит предположительно в провинции Кунар, экипаж выжил.[5]
- 23 июля — Ми-24 сбит ПЗРК. 2 члена экипажа погибли при сбитии, ещё один — в бою с противником на земле.[5]
- 23 июля — Ми-8Т сбит огнём пулемета или выстрелом РПГ в районе Спинахула, погибли 5 человек.[5]
- 30 июля — Ми-8Т подбит огнём ДШК в районе Газни, совершил вынужденную посадку и взорвался. Экипаж выжил.[5]
- 2 августа — Ми-24Д подбит огнём ДШК в районе Файзабад, совершил вынужденную посадку и уничтожен на земле. Экипаж выжил.[5]
- 17 августа — Ми-24Д разбился во время облета после ремонта в районе города Кундуз. 3 члена экипажа погибли.[5]
- 25 августа — Ми-24В подбит огнём ДШК в районе водохранилища Суруби, совершил вынужденную посадку и взорвался. 3 члена экипажа погибли.[5]
- 23 сентября — Ми-6 сгорел на аэродроме Кандагар после взрыва НУРС.[6]
- 6 октября — Ми-8Т подбит и сгорел в районе Пули-Хумри. 1 член экипажа погиб, 2 умерли впоследствии от полученных ожогов.[5]
- 18 октября — Ми-24В поврежден огнём стрелкового оружия в районе Кундагаль и разбился при попытке совершить вынужденную посадку. 3 члена экипажа погибли.[5]
- 12 декабря — Ми-24Д сбит огнём ДШК в районе Газни. 2 члена экипажа погибли, 1 выжил.[5]
- 12 декабря — Ми-24В подбит огнём ДШК, совершил вынужденную посадку и сгорел. Экипаж выжил.[5]

Кроме того, известно о потере четырёх Ми-8Т без уточнения дат.

## 1981
- 16 февраля — Ми-8Т упал и сгорел в Кандагаре, экипаж выжил.[7][8]
- 13 марта — Ми-8 разбился из-за отрыва хвостового винта. Экипаж выжил.[9][10]
- 1 апреля — Ми-8Т сбит ПЗРК «Айн Сакр» в районе Чарикар, экипаж выжил.[7]
- 17 апреля — Ми-24В сбит в провинции Нангархар. 3 члена экипажа погибли.[7]
- 24 июля — Ми-8МТ сбит в районе Чарикар. Погибли 4 члена экипажа и 5 афганцев, 1 член экипажа выжил.[7]
- 26 июля (июня?) — Ми-8Т был поражен осколками авиабомб, сброшенных ведущим в районе Чарикара, совершил вынужденную посадку и сожжен. Экипаж выжил.[7][11]
- 25 августа — Ми-8 подбит огнём с земли, совершил вынужденную посадку в районе Бахро и потерян. Экипаж выжил.[7]
- 30 августа — Ми-8 подбит огнём с земли и разбился при совершении вынужденной посадки в районе ледника Санглич. Экипаж выжил.[10]
- 5 сентября — Ми-8Т сбит огнём ДШК в провинции Фарах. Погибли 4 советских военнослужащих (включая генерал-майора Хахалова) и 2 афганца.[7]
- 10 октября — Ми-8МТ сбит огнём ДШК в районе Кулли-Топчи. Погибли 4 военнослужащих, 1 выжил.[7]
- 17 октября — Ми-8Т подбит огнём ДШК и взорвался после посадки в Куфабском ущелье. 1 член экипажа погиб.[7]
- 28 октября — два Ми-24Д потеряны в районе Ханабад. Один сбит огнём крупнокалиберных пулеметов (3 члена экипажа погибли), второй подбит и потерян после вынужденной посадки (экипаж выжил).[7]
- 2 ноября — Ми-8Т попал под обстрел в районе Асадабада, совершил вынужденную посадку и сожжен. Экипаж выжил.[7]
- 7 ноября — Ми-8МТ сбит огнём стрелкового оружия. Экипаж выжил.[7]
- 13 ноября — Ми-8Т сбит огнём с земли. 3 члена экипажа погибли.[7]
- 18 ноября — Ми-8МТ сбит ДШК в районе Тангчихула. 3 члена экипажа и 1 пассажир погибли.[7]

## 1982
- 10 января — Ми-8Т сбит юго-восточнее Кандагара. 3 члена экипажа и как минимум 1 пассажир погибли.[12]
- 15 января — Ми-24Д столкнулся с горой в районе Меймене. 3 члена экипажа погибли.[12]
- 15 января — два Ми-8Т разбились при высадке десанта в провинции Дарзаб, погибли 2 военнослужащих.[12]
- 24 января — Ми-8Т сбит или столкнулся с горой. 4 военнослужащих погибли.[12]
- 5 февраля — Ми-8 подбит огнём стрелкового оружия в районе Нанабада и разбился при совершении вынужденной посадки. Экипаж выжил.[10]
- 11 февраля — Ми-6 подорвался на мине после посадки в Лашкаргах и сгорел. 1 военнослужащий погиб.[12]
- 10 марта — Ми-8МТ сбит огнём ДШК в провинции Фариаб. 3 члена экипажа погибли.[12]
- 5 апреля — два Ми-8Т потеряны во время случайной высадки советского десанта на территории Ирана. Повреждены при налете иранских истребителей F-4 и уничтожены экипажами.[12]
- 6 апреля — Ми-6 подбит огнём ДШК в районе Лашкаргах, совершил вынужденную посадку и уничтожен на земле. Экипаж выжил.[12]
- 2 мая — Ми-8ТВ подбит огнём стрелкового оружия в районе Кайсар, совершил вынужденную посадку и взорвался. Экипаж выжил.[10][13]
- 17 мая — два Ми-8МТ сбиты огнём ЗГУ при высадке десанта в Панджшерском ущелье, погибли 12 человек.[12]
- 27 мая — Ми-24Д подбит огнём стрелкового оружия и разбился в Панджшерском ущелье. 3 члена экипажа погибли.[12]
- 13 июня — Ми-8Т сбит огнём с землил в районе Тагаз. 3 члена экипажа погибли.[12]
- 9 июля — Ми-8 разбился в районе Чахи-Аб. 1 член экипажа и 1 пассажир погибли, 3 члена экипажа умерли позднее от ожогов.[12]
- 19 июля — Ми-24 сбит пулемётным огнём в провинции Лагман. 2 члена экипажа выжили, 1 погиб.[12]
- 6 августа — Ми-24 подбит огнём ДШК, совершил вынужденную посадку в районе Имам-Сахиб и потерян. Экипаж выжил.[12]
- 23 августа — Ми-6 сбит ПЗРК. 2 члена экипажа погибли.[12]
- 11 сентября — Ми-24 сбит огнём стрелкового оружия 7,62 мм в районе Гардеза. 1 член экипажа погиб, 1 умер позднее.[12]
- 20 сентября — Ми-8МТ столкнулся с горой в районе Герата. 4 члена экипажа погибли.[12]
- 23 сентября — Ми-8МТ упал с посадочной площадки в горной местности в Панджшерском ущелье. 1 член экипажа погиб.[12]
- 7 октября — Ми-24Д сбит огнём ЗГУ в районе Газни. 3 члена экипажа погибли.[12]
- 11 октября — Ми-24 сбит огнём ДШК в районе Чарикар. 3 члена экипажа погибли.[12]
- 12 октября — Ми-8МТ подбит огнём ДШК и взорвался после вынужденной посадки, 1 пассажир погиб.[12]
- 16 октября — Ми-24 разбился при совершении вынужденной посадки. Экипаж выжил.[14]
- 30 октября — Ми-8Т сбит огнём ДШК. 3 члена экипажа погибли.[12]

## 1983
- 4 января — Ми-8 сбит в районе Ташкурган. 3 члена экипажа погибли.[15]
- 5 июня — Ми-24 сбит ДШК в Баграме. 3 члена экипажа погибли.[15]
- 7 июня — Ми-6 подбит огнём с земли, совершил вынужденную посадку в районе Лашкаргах и сгорел. Экипаж выжил.[15]
- 17 июня — Ми-24 разбился во время ночного тренировочного вылета в районе Кандагара. 3 члена экипажа погибли.[15]
- 19 июля — Ми-8МТ сбит на взлете в районе Газни. 1 член экипажа погиб, 2 умерли позднее от ранений.[15]
- 23 июля — Ми-8МТ сбит выстрелом из гранатомёта. 3 члена экипажа погибли.[15]
- 24 июля — Ми-8МТ сбит ПЗРК. Погибли 3 члена экипажа и 3 пассажира.[15]
- 7 августа — Ми-8Т сбит огнём с земли в районе Кундуз. 3 члена экипажа погибли.[15]
- 9 сентября — Ми-8Т разбился при посадке с боевыми повреждениями в провинции Бадахшан. 2 члена экипажа погибли, 1 выжил.[15]
- 16 сентября — Ми-6 сгорел на аэродроме Шинданд при столкновении с ним транспортного самолета Ан-12.[16]
- Сентябрь — Ми-24 упал при взлете с превышением взлетной массы и сгорел. Экипаж выжил.[15]
- 3 октября — Ми-24 сбит огнём ЗГУ в районе Баграм. 3 военнослужащих погибли, 1 выжил.[15]
- 5 октября — Ми-8 подбит при высадке десанта в Куфабском ущелье, совершил вынужденную посадку и взорвался. Экипаж выжил.[10]
- 18 октября — Ми-8 сбит огнём ДШК. 3 члена экипажа погибли.[15]
- 23 октября — Ми-24 потерян во время ночного вылета в районе Акчи-Шиберган, предположительно сбит. 3 члена экипажа погибли.[15]
- 25 октября — Ми-8 сбит огнём ДШК во время ночного тренировочного вылета. 4 военнослужащих погибли.[15]
- 15 ноября — Ми-6 разбился по технической причине при посадке в Кундуз. 4 члена экипажа погибли, ещё 4 человека выжили.[15]
- 24 декабря — Ми-8ВКП сбит огнём с земли в Баграме. 2 члена экипажа погибли, 1 выжил.[15]

## 1984
- 1 января — Ми-8 разбился по неизвестной причине в районе Окузбулак. 3 члена экипажа погибли.[17]
- 6 марта — Ми-24 сбит предположительно в районе Санги-Дзудзан. 1 член экипажа погиб.[17]
- 2 апреля — Ми-8 столкнулся с горой в районе Лашкаргах. Погибли 3 члена экипажа и 12 пассажиров.[17]
- 9 мая — Ми-24 получил боевые повреждения при сопровождении колонны, совершил вынужденную посадку и взорвался. Экипаж выжил.[17]
- 12 мая — Ми-8МТ столкнулся с афганским истребителем МиГ-21 на аэродроме Баграм и сгорел. Экипаж выжил.[17]
- 31 мая — Ми-24 подбит и потерян после вынужденной посадки в районе Сарый-Джуй. 4 члена экипажа выжили.[17]
- 5 июня — Ми-24 сбит в районе Пишгор. 3 члена экипажа погибли.[17]
- 6 июня — Ми-24 потерян в результате детонации боекомплекта, вероятно из-за поражения огнём с земли. 3 члена экипажа погибли, 1 выжил.[17]
- 23 июня — Ми-8МТ подбит зенитным снарядом в районе Саланг, совершил вынужденную посадку и потерян. 2 члена экипажа погибли, 1 член экипажа и находившиеся на борту пассажиры выжили.[17]
- 2 июля — Ми-8 сбит огнём с земли. 1 член экипажа погиб.[17]
- 3 июля — Ми-24 поражен выстрелом из РПГ-7 и разбился при совершении вынужденной посадки. 1 член экипажа погиб, 1 выжил.[17]
- 6 июля — Ми-6 сбит ПЗРК. Погибли весь экипаж и 26 пассажиров.[17]
- 11 июля — Ми-6 подбит ПЗРК, совершил вынужденную посадку и сгорел. Экипаж выжил.[17]
- 14 июля — Ми-6 сбит ПЗРК в районе Баграма. 12 человек погибли, 2 члена экипажа выжили.[17]
- 25 июля — Ми-24 подбит огнём ДШК и разбился при совершении вынужденной посадки. 1 член экипажа погиб, 1 умер от ран позднее, 2 выжили.[10]
- 6 августа — Ми-8 сбит выстрелом из РПГ в районе Талукан. 3 члена экипажа погибли.[17]
- 23 августа — Ми-24 подбит огнём с земли и разбился при совершении вынужденной посадки. 3 члена экипажа погибли.[17]
- Август (июнь?) — Ми-24 подбит ПЗРК в районе Кандагара, совершил вынужденную посадку и потерян. Экипаж выжил.[17]
- 27 августа — Ми-8МТ сбит огнём ДШК при высадке десанта. 3 члена экипажа и 4 пассажира погибли, 2 пассажира выжили.[17]
- 4 сентября — Ми-24В потерян в Панджшерском ущелье. Экипаж выжил.[17]
- 19 сентября — Ми-8МТ сбит огнём ДШК в районе озера Суруби. 3 члена экипажа и 10 пассажиров погибли.[17]
- 23 сентября — Ми-8МТ сбит огнём ДШК в провинции Бараки. 3 члена экипажа погибли.[17]
- 25 сентября — Ми-8МТ подбит огнём стрелкового оружия и разбился при совершении вынужденной посадки в районе Гардез. 1 член экипажа погиб.[17]
- 10 октября — Ми-8МТ свалился в штопор на взлете в Бараки, предположительно в результате огневого воздействия с земли. 1 член экипажа и 1 пассажир погибли, 2 члена экипажа выжили.[17]
- 14 октября — Ми-6 сбит ПЗРК в районе Кабула. 2 члена экипажа погибли, 3 члена экипажа выжили.[17]
- 16 октября — Ми-8МТ сбит огнём стрелкового оружия при высадке десанта в провинции Баглан. 3 члена экипажа и все пассажиры погибли.[17]
- 18 октября — Ми-8 сбит огнём с земли. 4 члена экипажа погибли.[17]
- 28 октября — Ми-24В сбит огнём стрелкового оружия в районе Баграм. 3 члена экипажа погибли.[17]
- 8 ноября — Ми-24В подбит при полете на большой высоте в районе Кандагар и разбился, пытаясь выполнить вынужденную посадку. 3 члена экипажа умерли от полученных травм.[17]
- 19 ноября — Ми-8МТ подбит огнём ДШК в районе Чёрной горы и разбился при попытке совершить вынужденную посадку. 3 члена экипажа погибли.[17]
- 19 ноября — Ми-8МТ подбит огнём ДШК в районе Чёрной горы, совершил вынужденную посадку и потерян. Экипаж выжил.[17]
- 19 ноября — Ми-8МТ подбит огнём ДШК в районе Чёрной горы, совершил вынужденную посадку и потерян. 1 член экипажа погиб.[17]
- 27 ноября — Ми-24В сбит огнём ДШК в районе Бараки. 1 член экипажа погиб, 2 члена экипажа выжили.[17]
- 1 декабря — Ми-24В сбит в районе Кабула. 1 член экипажа погиб, 2 члена экипажа выжили.[17]

## 1985
- 29 января — Ми-8Т сбит огнём ЗГУ-1. 3 члена экипажа погибли.[18]
- 2 марта — Ми-8МТ сбит ПЗРК «Айн Сакр». 1 член экипажа погиб, 2 члена экипажа выжили.[18]
- 14 марта — Ми-6 потерян на аэродроме Пули-Хумри в результате столкновения с ним афганского Су-22. Экипаж погиб.[18]
- 20 марта — Ми-8МТ сбит зенитным снарядом на большой высоте в районе Рабат. Погибли 12 человек.[18]
- 24 марта — Ми-24 сбит противником. Экипаж выжил.[18]
- 29 марта — Ми-8 разбился во время взлета с боевыми повреждениями. Экипаж выжил.[10]
- 27 апреля — Ми-8МТ сбит огнём стрелкового оружия и РПГ в районе Лашкаргах. 3 члена экипажа и 2 пассажира погибли.[18]
- Апрель — Ми-8МТ подбит огнём ДШК в Панджерском ущелье и взорвался после вынужденной посадки. Экипаж выжил, 1 пассажир позднее умер от полученных ранений.[18]
- 11 мая — Ми-24 сбит огнём с земли в районе Лашкаргах. Экипаж выжил.[18]
- 18 мая — Ми-6 подбит ПЗРК, совершил вынужденную посадку в районе Бахары и сгорел. Погибли несколько членов экипажа и неизвестное число пассажиров-афганцев.[18]
- 20 мая — Ми-24В потерян в районе Гардеза. 3 члена экипажа выжили.[18]
- 1 июня — Ми-24В сбит огнём ДШК в районе Газни. 3 члена экипажа погибли.[18]
- 18 июня — Ми-24П подбит огнём ЗГУ и ДШК в провинции Бамиан и разбился при совершении вынужденной посадки. Экипаж выжил.[18][19]
- 20 июня — Ми-8МТ опрокинулся во время высадки десанта и сгорел. Экипаж и десант выжили.[18][19]
- 21 июня — Ми-8 сбит огнём ДШК во время поисково-спасательной операции. 1 член экипажа погиб, 2 выжили.[18]
- 22 июня — Ми-8 сбит огнём ДШК. Экипаж выжил.[18]
- 23 июня — Ми-8Т сбит огнём ДШК в районе Баграм. Экипаж выжил.[18]
- 26 июня — Ми-8 подбит огнём ДШК в горах Альбурз и взорвался после вынужденной посадки. Экипаж выжил.[20][21]
- 27 июня — Ми-8Т сбит в горах Альбурз. 4 члена экипажа погибли.[18]
- 10 июля — Ми-24Д сбит зенитным огнём в районе Ишкашим. 3 члена экипажа погибли.[18]
- 12 июля — Ми-24 совершил вынужденную посадку в Панджшерском ущелье, попав в сильный порыв ветра. Экипаж выжил, вертолет был уничтожен из-за невозможности эвакуации.[18][19]
- 16 июля — Ми-24В сбит огнём ДШК. Экипаж выжил.[18]
- 17 июля — Ми-8МТ разбился при посадке из-за попутного ветра и ошибки экипажа. Экипаж выжил.[18]
- 25 июля — Ми-8МТ сбит ДШК при высадке десанта. 2 члена экипажа и 1 пассажир-афганец погибли.[18]
- 16 августа — Ми-24Д подбит огнём с земли и сгорел после совершения вынужденной посадки. Экипаж выжил.[18]
- 19 августа — Ми-24Д подбит огнём ЗГУ и сгорел после вынужденной посадки. Экипаж выжил.[18]
- 26 августа — Ми-8МТ опрокинулся и сгорел из-за ошибки лётчика при взлете в Шахджой. Экипаж выжил.[18]
- 31 августа — Ми-8 зацепился лопастями винта за дерево, уклоняясь от огня противника в провинции Нангархар, и разбился. Погиб 1 пассажир.[18]
- Август — Ми-6 сбит ПЗРК над ущельем Балигар Экипаж выжил.[18]
- 17 сентября — Ми-6 сбит огнём с земли. Из экипажа выжил 1 человек.[18]
- 21 сентября — Ми-6 разбился в районе Файзабад из-за отказа двигателя, экипаж выжил.[18]
- 21 сентября — Ми-24 сбит в районе аэропорта Кабул, экипаж выжил.[18]
- 24 сентября — два Ми-24Д были подбиты огнём с земли (один — ЗГУ, другой — ДШК) юго-западнее Кабула, совершили вынужденную посадку и сгорели. Оба экипажа выжили.[18][19]
- 3 октября — Ми-6 подбит огнём ЗГУ в районе Талукан и сгорел после вынужденной посадки. Экипаж выжил.[18]
- 10 октября — Ми-8МТ сбит ПЗРК в районе Баграма. 1 член экипажа погиб, 2 выжили.[18]
- 12 октября — Ми-6А сбит ПЗРК в районе Кабула. 3 члена экипажа и 2 пассажира погибли, 3 члена экипажа выжили.[18]
- 13 октября — Ми-8МТ сбит в районе Анава. 1 член экипажа погиб.[18]
- 18 октября — Ми-6 сбит (по другой версии, техническая неисправность) в районе Кабула. Экипаж выжил, 4 пассажира (3 афганца и советский военнослужащий) погибли.[18]
- 25 октября — Ми-8МТ взорвался в воздухе в районе Кундуза. Погибли 14 членов экипажа и пассажиров.[18]
- 1 ноября — Ми-8МТ зацепился винтом за деревья при заходе на посадку в районе Асадабада и разбился. 1 член экипажа и 3 пассажира погибли, 2 члена экипажа выжили.[18][22]
- 7 ноября — Ми-24Д сбит ПЗРК в районе Чёрной горы. 1 член экипажа погиб.[18]
- 12 ноября — Ми-8Т подбит огнём ДШК в горах Ислам-Дара и сгорел после вынужденной посадки. Экипаж выжил.[18]
- 15 ноября — Ми-8МТ сбит при высадке десанта у Чёрной горы и сгорел. Экипаж выжил.[18]
- 15 ноября — Ми-24 потерян из-за технической неисправности. 1 член экипажа погиб.[18]
- 23 ноября — два Ми-8МТ подбиты огнём с земли (один — ДШК, другой — стрелковым оружием) и сгорели после вынужденной посадки. Оба экипажа выжили.[18]
- 24 ноября — Ми-8МТ сбит огнём ЗГУ. 3 члена экипажа погибли.[18]
- 6 декабря — Ми-8Т сбит огнём ДШК в районе Дехревут. 3 члена экипажа и 13 пассажиров погибли.[18]
- 14 декабря — Ми-24П столкнулся с землей после того, как командир был ослеплен лучами солнца. 2 члена экипажа погибли, 1 выжил.[18]
- 19 декабря — Ми-8МТ подбит огнём стрелкового оружия на посадке, опрокинулся и сгорел. Экипаж и десант выжили.[18]
- 26 декабря — Ми-8Т совершил вынужденную посадку после отказал маслосистемы, на следующий день разбит при попытке эвакуации его вертолетом Ми-6.[18]
- 26 декабря — Ми-8МТ подбит огнём стрелкового оружия и после вынужденной посадки уничтожен. Экипаж выжил.[18]

Кроме того, известно о потере двух Ми-8 и одного Ми-24 без уточнения дат.

## 1986
- 13 января — Ми-24 сбит огнём ДШК в районе Газни. 3 члена экипажа погибли.[23]
- 13 января — Ми-8МТ столкнулся с землей в районе Газни, попав под обстрел ДШК, и был потерян. Экипаж выжил.[23]
- 17 января — Ми-24 разбился ночью на взелте с аэродрома Кандагар. 3 члена экипажа погибли.[23]
- 19 января — Ми-8МТ разбился в районе Лашкаргах из-за ошибки пилота (по другой версии, случайный взрыв гранаты у одного из пассажиров). 3 члена экипажа и 6 пассажиров погибли.[23][24]
- 1 февраля — Ми-24В сбит ПЗРК «Стрела» в районе Шахджой. 2 члена экипажа погибли, 1 выжил.[23]
- 21 февраля — Ми-24В сбит ПЗРК «Айн Сакр» над Кабулом. 1 член экипажа погиб, 1 выжил.[23]
- 26 февраля — Ми-8 разбился на взлете в районе Ургун. Экипаж выжил.[25]
- 28 февраля — Ми-8МТ подожжен огнём противника (выстрелом РПГ?) на земле (или при посадке) в районе Ислам-Дара и потерян. 1 член экипажа погиб.[23][24]
- 2 марта — Ми-8МТ сбит огнём противника. 1 член экипажа погиб.[23]
- 5 марта — Ми-24 сбит ПЗРК «Стрела» в районе Джелалабад. Экипаж выжил.[23]
- 19 марта — Ми-8МТ подбит огнём противника, совершил вынужденную посадку и потерян. Экипаж выжил.[23]
- 9 апреля — Ми-8МТ разбился на взлете в районе Файзабад. Экипаж выжил.[23]
- 21 апреля — Ми-8МТ сбит ПЗРК в районе Джелалабад. 3 члена экипажа погибли.[23]
- 2 мая — Ми-24 сбит огнём противника в Газни. 2 члена экипажа погибли.[23]
- 23 мая — Ми-6 разбился в районе Кандагара, предположительно из-за огня противника. Экипаж выжил.[23]
- 24 мая — Ми-24 сбит противником в районе Гардез. Экипаж выжил.[23]
- 26 мая — Ми-24 сбит огнём ДШК. 2 члена экипажа погибли.[23]
- 31 мая — Ми-24 подбит огнём ДШК и разбился при попытке совершения вынужденной посадки в районе Кабула. 2 члена экипажа погибли и ещё 1 умер позднее от ранений.[23]
- 3 июня — Ми-24 сбит огнём ДШК в районе Кабула. Экипаж погиб.[23]
- 6 июня — Ми-6 сбит огнём ЗГУ. Экипаж выжил.[23]
- 9 июня — Ми-24В разбился после попадания в песчаное облако. 1 член экипажа погиб.[23]
- 17 июня — Ми-8МТ подбит противником при высадке десанта и сгорел. 1 член экипажа погиб.[23]
- 22 июня — Ми-24В зацепился за камни и разбился, сожжен на месте. Экипаж выжил.[23]
- 29 июня — Ми-8 разбился по небоевой причине. 1 член экипажа погиб.[23]
- 12 июля — Ми-6 разбился по неизвестной причине, предполагались поражение ПЗРК и диверсия. Экипаж выжил.[23]
- 15 июля — Ми-24 сбит ДШК. Экипаж выжил.[23]
- 2 августа — Ми-8 сбит возле аэродрома Кундуз, судьба экипажа не уточняется.[23]
- 25 августа — Ми-8МТ разбился в районе Фарах при посадке ночью. 1 член экипажа погиб.[23][26][27]
- 25 сентября — Ми-8МТ сбит ПЗРК «Стингер» в районе Джелалабад. 2 члена экипажа погибли, 1 выжил.[23]
- 25 сентября — Ми-24 подбит ПЗРК «Стингер» в районе Джелалабад и разбился при попытке совершить вынужденную посадку. 1 член экипажа погиб.[23]
- 7 октября — Ми-8 сбит из винтовки Ли-Энфилд («бур»), перевернулся при вынужденной посадке и сгорел. Экипаж выжил.[23][28]
- 8 октября — Ми-24 разбился в Кабуле из-за отказа силовой установки. 2 члена экипажа погибли.[23]
- 9 октября — Ми-8МТ подбит выстрелом РПГ и сгорел. Экипаж выжил.[23]
- 16 октября — Ми-8МТ сбит огнём ДШК в районе Фарахруд. 3 члена экипажа погибли.[23]
- 17 октября — Ми-6 сбит ПЗРК. 1 член экипажа погиб.[23]
- 19 октября — Ми-24 сбит. 1 член экипажа погиб, 1 выжил.[23]
- 19 октября — Ми-24 сбит ПЗРК. Экипаж погиб.[23]
- 16 ноября — Ми-8МТ сбит огнём ДШК в районе Баграма. Погибли 1 член экипажа и 2 пассажира, ещё 1 член экипажа скончался позднее.[23]
- 29 ноября — два Ми-24 поражены ПЗРК «Стингер» в районе Джелалабада; один сбит (экипаж погиб), другой сгорел после вынужденной посадки (экипаж выжил).[23]
- Декабрь — Ми-8МТ разбился в районе Гардез. Экипаж выжил.[23]

## 1987
- 10 января — Ми-8МТ поражен выстрелом РПГ при эвакуации разведгруппы. Экипаж выжил, не менее 3 пассажиров погибли.[26][29][30]
- 12 января — Ми-24 сбит ПЗРК в районе Джелалабад. 1 член экипажа погиб, 2 выжили.[29]
- 14 января — Ми-8МТ сбит ПЗРК в районе озера Суруби. Погибли 3 или 4 пассажира.[29][31]
- 27 февраля — Ми-24 сбит ПЗРК ночью в районе Газни. 2 члена экипажа погибли.[29]
- Февраль — Ми-6 разбился в Кандагаре, экипаж выжил; вертолет сочтен ремонтопригодным, однако не ремонтировался и разобран на запчасти.[29]
- 4 марта — два Ми-8МТ столкнулись в воздухе, занимаясь поиском сбитого афганского летчика в районе Баграма. Оба экипажа погибли.[29]
- 6 (7?) марта — два Ми-24 столкнулись со склоном горы в районе Газни. Один вертолет сгорел, другой не подлежал ремонту. Экипажи выжили.[29][31]
- 10 марта — Ми-8 подбит выстрелом РПГ в районе Альчин и сгорел. Экипаж выжил.[32][33]
- 23 марта — Ми-6 разбился во время ночной посадки в Шахджой. 3 члена экипажа погибли, 2 выжили.[29]
- 4 апреля — Ми-24 поврежден взрывом собственной авиабомбы и потерян после вынужденной посадки. 1 член экипажа погиб, 1 выжил.[29]
- 15 апреля — Ми-8МТ сбит ПЗРК в районе Кабула. 3 члена экипажа погибли.[29]
- 20 апреля — Ми-24 подбит огнём противника и разбился при вынужденной посадке (по другой версии, столкнулся со склоном горы из-за недостаточной тяги двигателей). Экипаж выжил.[29]
- 21 апреля — два Ми-8МТ столкнулись в воздухе в районе Кандагара при уклонении от огня ДШК. 20 человек погибли, 5 выжили.[29]
- 21 апреля — Ми-24 сбит ПЗРК в районе Торшикот. 1 член экипажа погиб, 1 выжил.[29]
- 22 апреля — Ми-24 подбит огнём противника в ущелье Марульгад и потерян. Экипаж выжил.[29]
- 6 мая — Ми-24 столкнулся со скалой или сбит ПЗРК во время ночного полета в районе Алихейль. 2 члена экипажа погибли, ещё 1 ранен.[29]
- 7 мая — Ми-8МТ взорвался после взлета в Лашкаргах. 3 члена экипажа и 11 пассажиров погибли.[29]
- 18 мая — Ми-24 сбит ПЗРК в районе Алихейль. 2 члена экипажа погибли.[29]
- 26 мая — Ми-8МТ подбит огнём ЗГУ в районе Кандагара и сгорел после вынужденной посадки. Экипаж выжил.[29]
- 31 мая — Ми-24В сбит ПЗРК в провинции Нангархар. 2 члена экипажа погибли.[29]
- 1 июня — Ми-8МТ подбит ПЗРК и сгорел после вынужденной посадки. Экипаж выжил.[29]
- 3 июня — Ми-8МТ сбит ПЗРК в районе аэродрома Кабул. Экипаж и пассажиры выжили.[29]
- 4 июня — Ми-24 сбит вражеским огнём в районе Джелалабад. 2 члена экипажа погибли.[29]
- 5 июня — Ми-8МТ разбился ночью при уклонении от огня противника в районе Кандагара. 2 члена экипажа и 2 пассажира погибли.[29]
- 9 июня — Ми-24П сбит ПЗРК в районе Хост. Экипаж выжил.[29]
- 21 июня — два Ми-8МТ сбиты противником; один сбит огнём ЗГУ, другой — ПЗРК. Оба экипажа выжили, за исключением одного летчика, погибшего в бою на земле.[29]
- 24 июня — два Ми-24 потеряны при столкновении со склоном горы. 2 члена экипажей погибли, 2 выжили.[29]
- 1 июля — Ми-24П подбит ПЗРК и разбился при совершении вынужденной посадки. 1 член экипажа погиб, 1 умер позднее от полученных ран.[29]
- 1 августа — Ми-6 сбит ПЗРК. 1 член экипажа погиб.[29]
- 11 августа — Ми-8МТ обстрелян на посадке, упал с площадки, загорелся и взорвался. 1 член экипажа погиб, ещё 1 умер от ран позднее.[29]
- 28 августа — Ми-8МТ уничтожен на аэродроме Газни при обстреле.[29]
- 30 августа — Ми-8МТЯ сбит ПЗРК в районе Кандагара. Экипаж выжил.[29]
- Август — Ми-24 столкнулся с землей и получил серьезные повреждения, впоследствии был списан.[34]
- 5 сентября — Ми-8МТ попал в пыльное облако, опрокинулся и сгорел. Экипаж выжил.[29]
- 15 сентября — Ми-8МТ задел скалу и разбился. 1 член экипажа и 7 пассажиров погибли.[29]
- 29 сентября — Ми-24П сбит ПЗРК «Стингер» в Кабуле. 2 члена экипажа погибли.[29]
- 19 октября — Ми-24П задел законцовкой крыла землю и разбился. Экипаж выжил.[29]
- 30 октября — Ми-24П сбит ПЗРК «Стингер» в Кабуле. 2 члена экипажа и 2 пассажира погибли.[29]
- 27 ноября — Ми-8МТ сбит ПЗРК «Стингер» в районе Асадабад. 2 члена экипажа и 6 пассажиров погибли, 1 член экипажа выжил.[29]
- 8 декабря — два Ми-8Т потеряны в районе Хайракот. Один сбит выстрелом РПГ, другой разбился на взлете из-за перегруза при эвакуации экипажа или сбит. Оба экипажа выжили.[29][35]
- 10 декабря — Ми-24В столкнулся со склоном горы в районе Гардез. 1 член экипажа погиб, 1 выжил.[29]
- 23 декабря — Ми-8МТЯ сбит ПЗРК «Стингер» в районе Гардез. 1 член экипажа погиб.[29]

## 1988
- 17 января — два Ми-24 сбиты в районе Яккатут, по крайней мере один из них сбит ПЗРК «Стингер». 4 члена экипажей погибли.[36]
- 21 января — Ми-8МТ сбит в районе Гардез. 3 члена экипажа и 4 пассажира погибли.[36]
- 6 февраля — Ми-8МТ разбился на взлете в районе Гиришик. 2 члена экипажа и 2 пассажира погибли, ещё 1 член экипажа умер от ран позднее.[36]
- 16 февраля — Ми-24В сбит выстрелом из РПГ. 2 члена экипажа погибли.[36]
- 26 февраля — Ми-24В сбит ПЗРК в районе Асадабад. 2 члена экипажа погибли.[36]
- 29 февраля — Ми-24 сбит ПЗРК «Стингер» в районе Баграм. 2 члена экипажа погибли.[36]
- 19 марта — Ми-6 разбился при ночной посадке в Файзабад. Экипаж выжил.[36]
- 18 апреля — Ми-24 сбит ПЗРК «Стингер» в провинции Лагман. 2 члена экипажа погибли.[36]
- 23 апреля — Ми-24 сбит огнём стрелкового оружия и ДШК. Экипаж выжил.[36]
- 18 июля — Ми-24 разбился на взлете или сбит огнём ДШК в провинции Герат. 4 члена экипажа погибли.[10][36]
- 18 июля — Ми-8МТ разбился при заходе на посадку. Экипаж выжил.[10][37]
- 10 августа — Ми-8МТ сгорел при обстреле аэродрома Пули-Хумри.[36]
- 15 августа — Ми-24В разбился по технической причине. Экипаж выжил.[36]
- 27 августа — Ми-24В сбит ПЗРК. 2 члена экипажа погибли.[36]
- 1 сентября — два Ми-8МТ уничтожены при обстреле аэродрома Кабул.[36]
- 4 сентября — Ми-8МТ подбит в районе Пули-Хумри и взорвался после вынужденной посадки. 3 члена экипажа погибли.[36][38]
- 1 октября — Ми-8МТ сбит ПЗРК «Стингер» в районе Кабула. 3 члена экипажа погибли.[36]

## 1989
- 19 января — Ми-8МТ сбит ПЗРК «Стингер» в районе Ханабад. 5 членов экипажа погибли, 1 выжил.[39]
- 1 февраля — Ми-24П разбился в районе перевала Саланг. 2 члена экипажа погибли.[39]
- 9 февраля — четыре Ми-8МТ вылетели в сторону Ташкурганского ущелья для уничтожения засады, обнаруженной на пути шествия колонны. Вертолеты летели на предельно малой высоте. После набора высоты они были обстреляны пулеметами. Два вертолета последовали поступившему приказу и развернулись, а два других сблизились и начали обстрел. Оба вертолета были подбиты, вертолет Валерия Сидорова упал на минное поле а вертолет Олега Шишкина упал в ущелье. Экипаж Сидорова спасли, экипаж Шишкина сгорел.[39]